# قيمة مطلقة

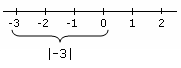
يمكن أن يُنظر إلى القيمة المطلقة لعدد ما على أنها المسافة التي تربطه بالصفر.

القيمة المطلقة (بالإنجليزية: Absolute Value) هي دالة رياضية تخضع للمواصفات الثلاثة التالية:
- إذا كان {\displaystyle ||u||} يساوي صفرا فإنه حتما {\displaystyle u=0} أي أنه في حالة {\displaystyle u\neq 0} فإن{\displaystyle ||u||} أكبر من صفر
- {\displaystyle ||\lambda u||=|\lambda |.||u||}
- {\displaystyle ||u_{1}+u_{2}||\leq ||u_{1}||+||u_{2}||}

و على هذا الأساس يمكن بناء العديد من الدالات يمكن اعتبارها كلها قيما مطلقة إذا استوفت الشروط المذكورة أعلاه. ولعل أشهر هذه القيم المطلقة القيمة المطلقة الإقليدية. وفي كل الأحوال تعبر القيمة المطلقة عن طول أو مسافة بين الكائنات الرياضية.

## خلفية المصطلح والرمز
بدأ استخدام مصطلح القيمة المطلقة في القرن التاسع عشر، أما الرمز |x| (شريط عمودي من الجهتين)، فقد أدخله عالم الرياضيات الألماني كارل فايرشتراس عام 1841.
يستعمل نفس الرمز في إطار نظرية المجموعات من أجل الدلالة على عدد عناصر مجموعة ما. يحَدد معناه من خلال السياق الذي جاء فيه.

## التعريف والخصائص

### القيمة المطلقة لعدد حقيقي
لأي عدد حقيقي a، يرمز للقيمة المطلقة بالرمز | a | وتعرف ب:
{\displaystyle |a|={\begin{cases}a,&{\mbox{if }}a\geq 0\\-a,&{\mbox{if }}a<0.\end{cases}}}
من التعريف يتضح أن القيمة المطلقة تكون دائما إما موجبة أو مساوية للصفر ولكن لا يمكن أن تكون سالبة.
من وجهة نظر الهندسة التحليلية فإن القيمة المطلقة هي المسافة من الصفر على طول خط الأعداد الحقيقية. وبتعبير آخر، المسافة بين عددين هي القيمة المطلقة للفرق بينهما.
القيمة المطلقة لعدد صحيح ما، هي المسافة بين ذلك العدد والصفر. وتكون القيمة المطلقة عددا موجبا لِأن المسافات معدودة والأعداد الموجبة هي أعداد العد. يوضع العدد المراد معرفة قيمته المطلقة بين عارضتين عموديتين | |. الجدول التالى يوضح القيمة المطلقة للأعداد الصحيحة.
| العدد الصحيح  | قيمته المطلقة |
| ------------- | ------------- |
| \| 1 \|       | 1             |
| \| 3 \|       | 3             |
| \| -7 \|      | 7             |
| \| X \|       | X             |
| \| 1000000 \| | 1000000       |

### القيمة المطلقة لعدد مركب

القيمة المطلقة لعدد مركب z هي المسافة r من z إلى نقطة الاصل.

يمكن إعادة تعريف القيمة المطلقة لعدد مركب رياضيا من العلاقة
{\displaystyle |a|={\sqrt {a^{2}}}}
والذي يمكن تعميمه كما يلي:
لاي عدد مركب
{\displaystyle z=x+iy,\,}
حيث x وy أعداد حقيقية، القيمة المطلقة لـ z ورمزها |z| تعرف بـ:
{\displaystyle |z|={\sqrt {x^{2}+y^{2}}}.}

## دالة القيمة المطلقة

### ما علاقتها بدالة الإشارة
دالة القيمة المطلقة عند عدد حقيقي تعطي قيمته بدون النظر إلى إشارته بينما دالة الإشارة تعطي إشارته دون النظر إلى قيمته. فيما يلي العلاقة التي تربط الدالتين:
{\displaystyle |x|=x\operatorname {sgn}(x),}
وحين يكون x ≠ 0،
{\displaystyle \operatorname {sgn}(x)={\frac {|x|}{x}}.}

## المسافة
المسافة الإقليدية الرسمية بين نقطتين
{\displaystyle a=(a_{1},a_{2},\dots ,a_{n})}
و
{\displaystyle b=(b_{1},b_{2},\dots ,b_{n})}
في الفضاء الإقليدي ذي البعد n تُعرف كما يلي :
{\displaystyle {\sqrt {\sum _{i=1}^{n}(a_{i}-b_{i})^{2}}}.}

## الخوارزم
يمكن إنشاء دالة القيمة المطلقة باستخدام إحدى لغات البرمجة مثل بيسك أو باسكال أو سي أو اسمبلي أو غيرها بالشروط التالية:
مطلق(z)
- إذا كان z أكبر أو يساوي من صفر أرجع z.
- إذا كان z أقل من صفر أرجع -.z

تتميز لغة الجافا سكربت المستخدمة في صفحات الويب بسهولة البرمجة فيها (خاصة لمن يعملون بلغة سي وسي++) ودعم اللغات في إعادة تعريف الدوال وبالتالي يمكن تعريف دالة كما يلي:
```
function
 
abs
(
z
)

{

   
return
 
z
 
<
 
0
 
?
 
-
z
 
:
 
z
;

}

مطلق
 
=
 
abs
;

```

وتستدعى في البرنامج مثلاً: (abs(-6.7، فتكون النتيجة 6.7.

## تعميمات

### الحلقات المرتبة
تعريف القيمة المطلقة على الأعداد الحقيقية يمكن أن يمدد إلى أي حلقة مرتبة. فعلا، إذا كان a عنصرا من الحلقة المرتبة R، فإن القيمة المطلقة ل a والتي يُرمز إليها ب |a| تعرف كما يلي:
{\displaystyle |a|={\begin{cases}a,&{\mbox{if }}a\geq 0\\-a,&{\mbox{if }}a\leq 0\end{cases}}\;}
حيث a- هو المعاكس الجمعي ل a، و0 هو العنصر المحايد بالنسبة إلى الجمع.